# Batalla de Dreux
La Batalla de Dreux es va lliurar el 19 de desembre de 1562 entre catòlics i hugonots. Els catòlics estaven liderats per Anna de Montmorency, mentre que Lluís I, duc de Borbó-Condé, liderava els hugonots. Tot i que els comandants d'ambdós bàndols van ser capturats, els catòlics francesos van guanyar la batalla, que constituiria el primer enfrontament important de les Guerres de Religió franceses. Dels 30.000 homes que van lluitar, es calcula que entre 9.000 i 10.000 van morir o van resultar ferits, convertint-la en una de les batalles més sagnants del període.

## Batalla
La batalla en si es va dividir en quatre moviments principals. En el primer, els hugonots van llançar una gran càrrega de cavalleria contra l'esquerra catòlica, que va derrotar amb força rapidesa, i en poc temps tota l'ala esquerra de l'exèrcit catòlic es va desintegrar i estava fugint. Durant aquesta etapa, Anne de Montmorency va perdre el seu cavall per sota seu, va ser fet presoner i ràpidament traslladat a Orleans com a captiu. Només els suïssos van aconseguir mantenir-se al centre tot i patir moltes baixes. Gran part de la cavalleria protestant va perseguir els seus enemics que fugien cap al seu tren d'equipatges, que van procedir a saquejar.
Durant la segona fase de la batalla, la major part del combat va ser protagonitzat per suïssos, que van ser atacats repetidament per la cavalleria i després pel regiment protestant de Landsknecht. Tot i que van derrotar els Landsknechts i gairebé van recuperar l'artilleria catòlica, finalment van ser superats per una càrrega final de gendarmes hugonots frescos. En veure això, molta més cavalleria protestant es va moure per saquejar el tren d'equipatges catòlic a la rereguarda, deixant la seva infanteria sense suport de cavalleria.
Va ser en aquest moment, durant la tercera fase, que Guise i Saint-André, que s'havien mantingut enrere fins aleshores, van avançar amb les seves tropes fresques. Van escombrar la infanteria francesa hugonota, que estava mal armada amb pocs piquers, i el regiment hugonot landsknecht restant es va retirar sense donar cap cop. La cavalleria protestant restant, ara esgotada després de diverses hores de combat, es va retirar en força bon ordre, però va ser durant aquesta retirada que Condé va ser capturat.
A la quarta i última fase de la batalla, semblava que l'exèrcit catòlic havia guanyat. Tanmateix, darrere dels boscos prop de Blainville, Coligny havia reunit uns mil cavalls francesos i alemanys i havia tornat a atacar. Això podria haver canviat el curs de la batalla de nou, ja que els pocs centenars de cavalleria pesada catòlica que quedaven no estaven en posició d'afrontar aquest atac. Tanmateix, Guise havia ordenat al seu últim regiment d'infanteria fiable, una unitat francesa veterana sota el comandament de Martigues, que formés un quadrat just al sud de Blainville. Van llançar foc d'arcabussos contra els hugonots que avançaven i que, havent utilitzat les seves llances abans, no van poder trencar els piquers. En adonar-se que no podia guanyar i amb la foscor acostant-se, Coligny va ordenar la retirada deixant el camp als catòlics.

## Fi de la guerra
Malgrat la victòria dels catòlics, no van poder aprofitar-la, i van passar gairebé set setmanes abans que estiguessin preparats per llançar un atac sobre Orleans, l'últim bastió hugonot al Loira. Durant aquest temps, els protestants van aconseguir reforçar la ciutat amb la infanteria restant i reunir la seva força de cavalleria, essencialment il·lesa. Va ser amb això que Coligny va restablir el control protestant sobre les importants ciutats de la baixa Normandia. Això, combinat amb l'assassinat del duc de Guisa al final del setge d'Orleans, va significar que la primera guerra civil no va acabar amb una derrota decisiva per als hugonots, sinó amb l'Edicte d'Amboise, que va permetre un nivell limitat de culte hugonot.

## Despertar de la batalla
Després de la batalla, els costos van començar a fer-se evidents. Dels 30.000 homes que havien lluitat, es calcula que entre 9.000 i 10.000 van morir o van resultar ferits, cosa que la va convertir en una de les batalles més sagnants del període. Ambroise Paré, un cirurgià enviat des de París per atendre els cavallers ferits, va descriure com «va observar durant una bona llegua tot el terreny completament cobert [de cadàvers], tots despatxats en menys de dues hores  ». Molts homes ferits, que van quedar al camp al final del dia, van sucumbir a la sorpresa i al fred durant la nit amarga que, com va recordar el soldat Jean de Mergey, va ser «la més freda que he sentit mai». A més, mentre que els catòlics havien guanyat definitivament la batalla, van patir moltes baixes entre la seva cavalleria i es calcula que 800 d'ells van morir. Això va tenir un impacte desproporcionat en la noblesa francesa, entre la qual destacaven Saint-André, Francesc II, duc de Nevers i Gabriel de Montmorency.